# Minijob-Zentrale

Logo

Die Minijob-Zentrale ist die zentrale Einzugs- und Meldestelle für alle geringfügigen Beschäftigungen in Deutschland. Sie ist eine Abteilung der Deutschen Rentenversicherung Knappschaft-Bahn-See (DRV KBS) und hat Standorte in Essen und Cottbus.
Die Minijob-Zentrale nimmt Meldungen zur Sozialversicherung entgegen und zieht die einheitliche Pauschsteuer (2 % des Arbeitsentgelts) für alle geringfügigen Beschäftigungen im Wege der Organleihe für das zuständige Bundeszentralamt für Steuern (BZSt) ein. Sie fungiert somit als Bundesfinanzbehörde und unterliegt insoweit der Fachaufsicht des BZSt. Die Rechtsaufsicht über die „besondere Dienststelle der DRV KBS“ obliegt dem Bundesamt für Soziale Sicherung.
Zudem führt die Minijob-Zentrale das Haushaltsscheck-Verfahren für Minijobs in Privathaushalten durch und übernimmt die Anmeldung zur gesetzlichen Unfallversicherung für geringfügige Beschäftigungen in Privathaushalten. Ferner informiert und berät sie sowohl Arbeitgeber als auch Minijobber. Seit 2014 bietet sie mit der Haushaltsjob-Börse ein Stellenportal für Minijobs in Privathaushalten an. Zusätzlich bietet die Minijob-Zentrale das Minijob-Magazin an.

## Geschichte
Die Minijob-Zentrale wurde am 1. April 2003 auf Basis der Gesetze für moderne Dienstleistungen am Arbeitsmarkt, die als Bestandteil des Hartz-Konzeptes zur Reformierung des Arbeitsmarkts die Minijob-Regularien änderten, als Zentralstelle eingeführt. Zuvor waren die einzelnen (über 300) Krankenkassen und die zuständigen (ca. 700) Finanzämter für den Einzug von Beiträgen und Steuern verantwortlich. Durch die Neuregelungen ergaben sich für Arbeitgeber Vereinfachungen.
Ab 1. April 2003 wurde die Minijob-Zentrale von der Bundesknappschaft getragen. Durch die Fusion mit zwei weiteren Sozialversicherungsträgern zum 1. Oktober 2005 wurde die Bundesknappschaft in Deutsche Rentenversicherung Knappschaft-Bahn-See umbenannt, die seither die Minijob-Zentrale trägt.
Am 30. Oktober 2014 ist die Haushaltsjob-Börse als offizielles Stellenportal der Minijob-Zentrale online gegangen. Sie umfasst Minijobs in Privathaushalten und richtet sich an Privatpersonen, die Unterstützung oder einen Job im Haushalt suchen. Die Jobangebote und Stellengesuche beziehen sich auf die Bereiche Haus, Garten, Kinderbetreuung, Unterstützung für Senioren und Betreuung von Haustieren.